# Stratton Park

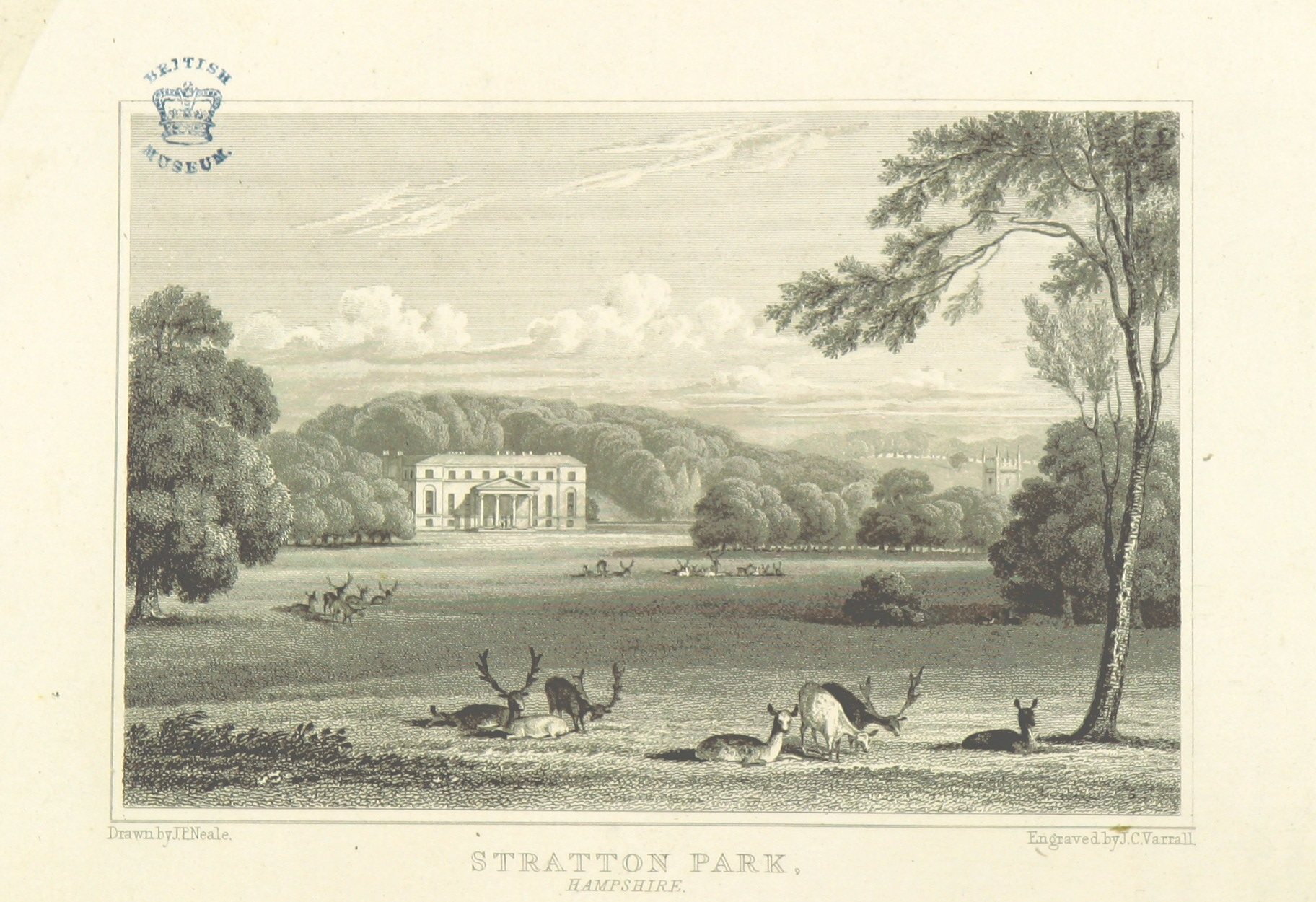
Stratton Park

Stratton Park est un château anglais à East Stratton (en) dans le Hampshire en Angleterre.

## Histoire
Il a été construit à l'origine comme grange monastique dépendante de Hyde Abbey après la dissolution des monastères. Thomas Wriothesley l'achète en 1546 avec le manoir de Micheldever. Le dernier comte de Southampton en fait une de ses principales places, et son gendre, sir William Russell fait abattre une partie du hameau et y développe dans les années 1660 un parc aux cerfs.
Les héritiers de Russell vendent finalement le domaine en 1801 à Francis Baring qui le transforme en château de style néo-classique sur des plans de George Dance le Jeune (1803-1806) qui y impose un important portique aux colonnes doriques, un bloc principal en stuc et des ailes.
Les terrains d'agrément et le parc paysager ont été aménagés et plantés, à partir de 1803, par Humphry Repton. William Cobbett les décrits dans Rural Rides: in the counties of Surrey, Kent, Sussex, Hants alors qu'ils détiennent encore Micheldever et son bois : « contains a thousand acres [4 km²], and which is one of the finest oak-woods in England » (« [Le parc] contient un millier d'acres [4 km²], et est un des plus beaux chênes d'Angleterre ».
À la fin du XIXe siècle Thomas Baring, qui y finira sa vie, y aménage des jardins plus structurés avec des plantations rustiques de Gertrude Jekyll.
John Baring, 7e baron Ashburton, fait démolir en 1963 la plus grande partie de la maison de Stratton Park. Il n'en reste plus de nos jours que le portique qui accompagne une maison moderne construite de 1963 à 1965,.